# Presa del Bosquet

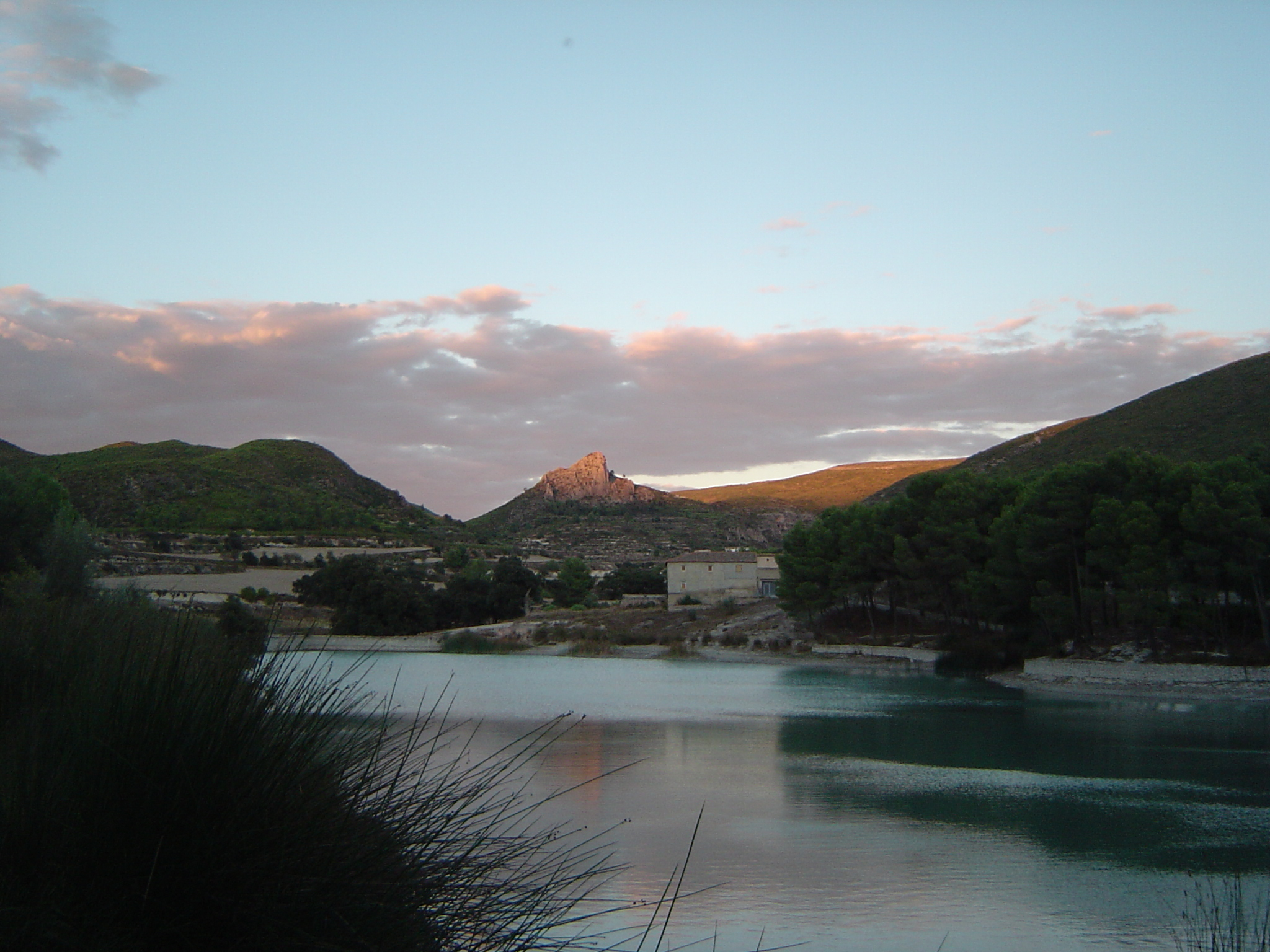
Embalse del Bosquet. Vista desde la cola del embalse.

La Presa del Bosquet, también denominada Bassa del Bosquet, es un embalse que se sitúa en la Sierra Grossa, en el término municipal de Mogente de la provincia de Valencia, Comunidad Valenciana, España). Fue construida en el siglo XVIII y es fruto de las ideas renovadoras que afectaron a las obras hidráulicas y a la racionalización agrícola, propias de la política ilustrada de Carlos III.

## Descripción
El embalse se encuentra en el centro de una hoya cerrada, entre los montes de El Picaio, Serra de la Talaia, Corvatelles y la Balarma. 
De reducidas dimensiones, 100 m de anchura por 200 m de longitud, y 8 m de profundidad actual, con una capacidad de 160.000 m³, riega una superficie de 4,33 ha. 
La primera noticia documental, sobre la que se basan todas las referencias posteriores a la presa del Bosquet, se debe a José Antonio Cavanilles que, en su segundo viaje a Mogente, nos habla del cambio que observa en la localidad gracias a la nueva política hidráulica y agraria de la Ilustración.
La presa, de traza poligonal, es de las denominadas de gravedad, en la que el empuje del agua es contrarrestado en sentido vertical por el peso del muro.
Se pueden diferenciar tres sectores para su mejor descripción: 
- Sector A. Constituido por el vaso del embalse. Está limitado al norte por una acequia que hace las veces de rebosadero, y al sur llega a alcanzar el camino existente.

- Sector B. Espacio comprendido entre los diques 1.º y 2.º, correspondientes a los paramentos aguas arriba y aguas abajo. Se trata de una zona aterrada entre ambas estructuras, por la que actualmente discurre una vía pecuaria. El dique 1.º, es de planta rectilínea quebrada y está compuesto por tres muros, de fábrica de mampostería, que sin embargo forman un conjunto solidario. El dique 2.º es de planta rectilínea quebrada. Su altura, por la cara externa, en un suave talud, varía en cada uno de los tres tramos de su desarrollo, cuya media es de 8 m.

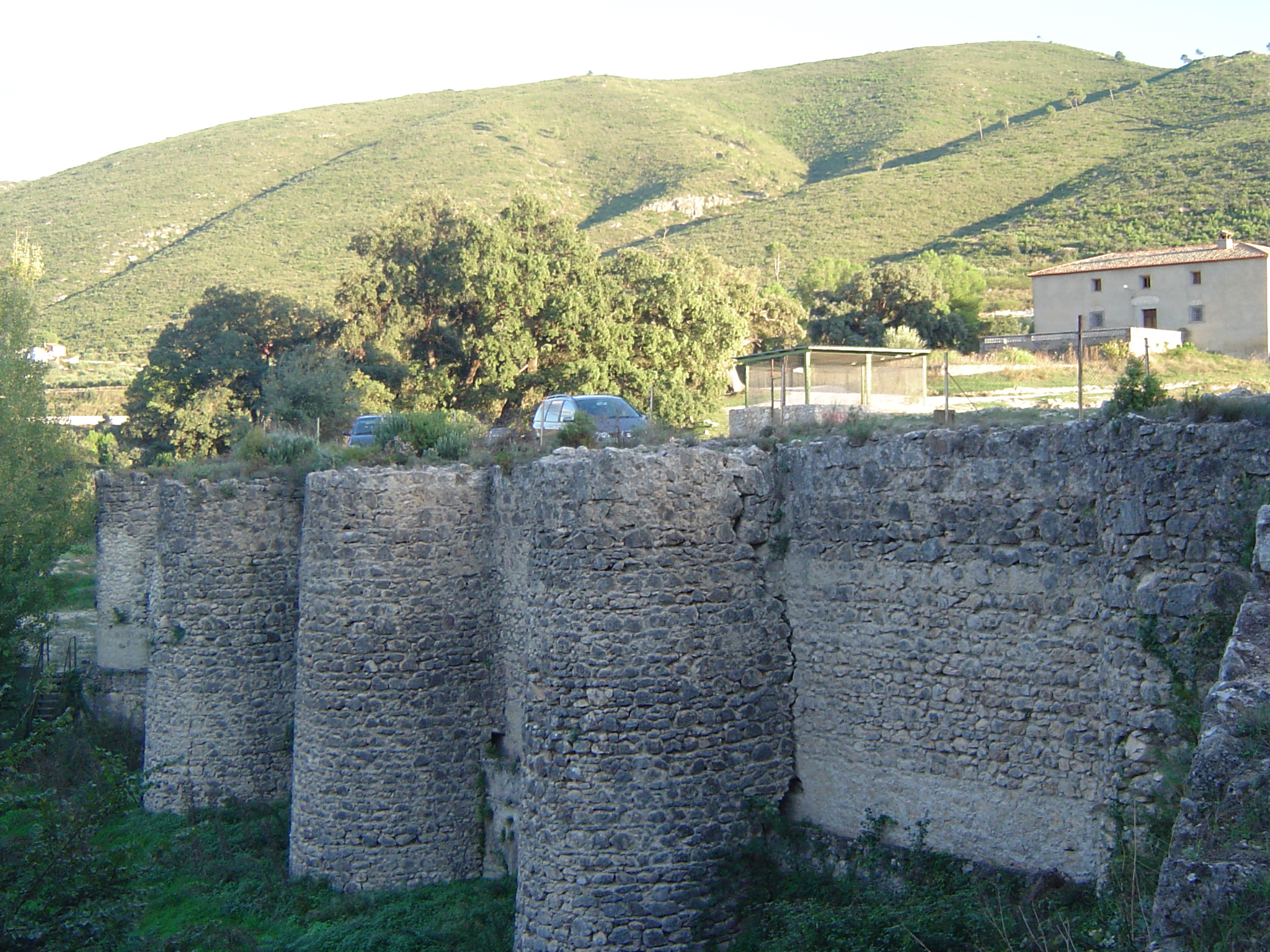
Dique del Embalse del Bosquet

- Sector C. Aguas abajo de la presa, y tras salvar el dique 2.º, se instala todo el sistema original de irrigación de la presa del Bosquet, que está fuera de servicio actualmente.

Así mismo se encuentra también:
- Balsa de riego, de planta poligonal con muros de mampostería, cuyas caras internas están revocadas de mortero de cal.
- La nevera, una típica estructura para conservar nieve durante todo el año, propiedad privada.
- La casa de la Bassa, un inmueble, propiedad privada, situado al sureste de la presa en una elevación del terreno que domina el paisaje circundante. Parece ser que se construyó simultáneamente a aquella para el alojamiento del personal de mantenimiento de la Presa.

## Construcción
Su artífice fue Pascual Caro y Fontes, hijo del primer marqués de la Romana, y se considera como fecha más probable de terminación de las obras 1775, cuando están documentadas ventas de huertas en el Bosquet. El botánico Antonio José Cavanilles ya cita su existencia en 1791.

## Zona Húmeda
El acuerdo del Gobierno valenciano de 10 de septiembre de 2002, de aprobación del Catálogo de Zonas Húmedas de la Comunidad Valenciana, incluyó como zona húmeda al embalse del Bosquet, valorando especialmentes sus singularidades paisajísticas, patrimoniales y etnológicas y turístico-recreativas, junto con sus valores bióticos.

## Bien de Interés Cultural
El decreto 54/2005, de 11 de marzo, declaró Bien de Interés Cultural, con la categoría de Monumento, la presa del Bosquet de Moixent. 